# 内蒙古自治运动联合会
内蒙古自治运动联合会是1945年11月至1949年在中国共产党的领导下开展内蒙古自治运动的群众团体，同时又是一个团结内蒙古各族各阶层的统一战线性质的社会组织，在内蒙古自治政府成立以前还代行地方政权职能，是个半群众半政权性质的地方社会组织，实际是当时内蒙古民族自治的组织者和领导者，是过渡到内蒙古自治政府的一座桥梁。在各盟设分会、在各旗设支会。乌兰夫为执行委员会主席兼常委会主席。